# Ilseopsis peterseni
Ilseopsis peterseni är en fjärilsart som beskrevs av Povolny 1965. Ilseopsis peterseni ingår i släktet Ilseopsis och familjen stävmalar. Inga underarter finns listade i Catalogue of Life.